# 巴音郭楞蒙古自治州
巴音郭楞蒙古自治州 ，简称巴音郭楞、巴音州或巴州，是中华人民共和国新疆维吾尔自治区下辖的自治州，位于新疆维吾尔族自治区的中部，首府为库尔勒市。面積471,526平方公里，占新疆总面积的四分之一，是全国面积最大的地级行政区。巴州常住人口約150萬人，汉族占比约60%，維吾爾族占比約32%，回族占比約5%，蒙古族约6万人。巴州石油天然气资源十分丰富，还具有丰富的太阳能资源。和静县的巴音布魯克草原是中國第二大草原，面積約2.5萬平方公里。自治州人民政府駐库尔勒市巴音東路45號。

## 历史

### 上古時期
西元前二世紀，今日巴音郭楞蒙古自治州境域内有樓蘭、婼羌、且末、小宛、烏壘、山国、輪台、尉犁、渠犁、焉耆（Karasahr）、危须等十一個“城国”或“行国”，居民主要是使用吐火羅語的高加索人種，信奉祆教。
西元前176年，匈奴冒顿单于由蒙古高原入侵西域，各小國紛紛臣服，匈奴右日逐王在焉耆、危须、尉犁三国之間設置僮仆都尉，管理西域屬國（僮僕）的貢賦。
西元前101年，西汉進軍西域，在轮台、渠犁设使者校尉，往西域屯田。前60年，匈奴日逐王先贤掸投奔西漢，帶來了西域的宗主權，西汉政府便在乌垒（今轮台县策大雅南）设立西域都護府，任命郑吉为首位都护，在河曲（今孔雀河的转弯处）建造埒娄城，归降汉朝的匈奴日逐王部众也被安置在河曲。
西元16年，西域都护李崇被匈奴擊败，撤退到龟兹（今库车市），埒娄城被匈奴攻下。
西元46年，莎車王贤攻打龟兹，埒娄城被莎車奪走，屬於莎車國乌垒州。数年之后，龟兹杀乌垒王，取得乌垒国土地。
西元74年，東漢派遣西域都护陈睦，重回埒娄城，但隔年埒娄城就被焉耆攻佔。
西元91年，東漢在樓蘭設立西域長史府總部。94年，班超利用龟兹、鄯善等八国兵征伐焉耆、危须、尉犁，斩焉耆王广、尉犁王于埒娄城，東漢重新在西域站穩腳跟。
西元127年，班超之子西域长史班勇与敦煌太守张朗分南北道攻打焉耆国，张朗由爵离城（即埒娄城）先至爵离关（今铁门关），攻打焉耆王元孟，最後焉耆投降。

### 中古時期
西元三世紀時，焉耆王國強盛一時。四世紀初，龜茲與焉耆互相戰爭，焉耆王龍安被龜茲王白山侮辱，龍安之子龍會繼位後打敗龜茲，稱霸蔥嶺以東，最後卻被龜茲人刺殺而死。335年（建兴二十三年），前凉张骏征伐龟兹途中，部將張植在贲仑城和遮留谷击退焉耆国王龍會之子龍熙。382年（前秦建元十八年），前秦派遣氐人吕光攻降焉耆，地属前秦。吕光建立後涼之後，焉耆開始向後涼進貢。
西元448年（北魏太平真君九年），北魏成周公万度归討伐焉耆，在當地設置軍事機構焉耆镇，並在庫爾勒建立柳驴城。此段期間巴音郭勒開始佛教化。
西元555年，突厥汗國征服高昌，隨即向焉耆发展。583年，突厥西面达头可汗與東突厥分裂，巴音郭楞成為西突厥領地。
七世紀起，焉耆王龍突騎支開始與唐（桃花石）交好。648年（贞观二十二年），唐在焉耆设置焉耆都护府，為安西四鎮之一。670年（咸亨元年），吐蕃攻陷安西四镇，五年後被唐軍奪回。682年，吐蕃再次攻陷安西四鎮。三年後再次被唐軍奪回。687年，吐蕃第三次攻陷安西四鎮，五年後被王孝杰率領唐軍第三次奪回。此後歷經一段平和歲月，直到751年，唐在怛羅斯戰役大敗，元氣大傷。789年，吐蕃徹底奪下安西四鎮。
西元840年，回鹘受黠戛斯所迫，由懷建可汗厖特勒率領西迁，从吐蕃手中夺取焉耆各地。856年，懷建可汗西迁到焉耆，称為「亦都護」（Idiqut，幸福之主），有20万民眾。860年，懷建可汗被异母弟库尔特勤擊败处死，安西回鹘的重心移到北庭、吐鲁番一带。833年，吐蕃末代贊普朗達瑪被刺殺。866年，西州回鹘首领仆固俊打败吐蕃首领尚巩热，吐蕃势力退出西域。此後兩百年間，受到喀喇汗國的影響，西域開始突厥化與伊斯蘭化。
1122年，西州回鹘降服于西遼（喀喇契丹）。西遼大多採取宗教寬容政策，直到1211年，乃蠻屈出律篡奪西遼帝位，穆斯林與基督徒被強迫改宗佛教，遭到宗教迫害。1218年，成吉思汗派哲別率軍攻打西遼，哲別進入喀什噶爾後宣布宗教自由，西遼屈出律政府慘遭喀什噶爾人民報復，被蒙古帝国消滅。此後巴音郭勒為察合台汗國及東察合台汗國封地，察合台後裔敗亡之後，成為南遷的蒙古部落瓦剌（四衛拉特）游牧区。

### 清代
1677年，白山派引噶尔丹进兵回疆，擊敗黑山派，開始准噶尔汗国的统治。1759年（乾隆二十四年），清朝兼併准噶尔，在焉耆设置喀喇沙尔办事大臣，轄焉耆、库尔勒、布古尔，天山南路的卡墙（今且末县）、卡克里克（今若羌县）隶属于阗办事大臣管辖。1771年，渥巴錫率領在伏尔加河下游居住了一個半世紀的土尔扈特部東遷，乾隆帝安置旧土尔扈特部于巴音郭楞，这就是现巴音郭楞蒙古自治州蒙古族的起源。
維吾爾史家穆薩·賽拉米（Musa Sayrami）記載，1877年5月30日，哲德沙爾（Yettishar）汗阿古柏（Yaqub Beg）在庫爾勒被葉爾羌哈基姆尼亚孜·哈基姆伯克（Niyaz Hakim Beg）毒死，但其他說法表示阿古柏是自殺或戰死的。
1887年，英国人榮赫鵬（Francis Younghusband）在從北京到印度的壯遊中途經巴音郭楞，稱之為庫爾利亞（Korlia）。他形容庫爾勒城繁榮昌盛，周圍鄉村農作良好，耕地面積很多。玉米似乎是主要作物，但也種植水稻。有一個漢人小城，大約400碼（370m）見方，泥牆高約35英尺（11m），還有一條護城河。角上有圓形堡壘，但城門沒有。以南一英里是突厥城，但城牆已成廢墟，城內有一條長約700碼（640m）的大街。「商店比喀喇沙爾（焉耆）好一些，但不如吐魯番好。」

### 近現代
1884年新疆建省，设喀喇沙尔直隶厅。1901年，喀喇沙尔直隶厅升为焉耆府，新平（今尉犁）、若羌、轮台三县先後劃入。
1913年，民國政府改焉耆府为县。1920年，设焉耆道。1930年，设焉耆行政长公署。1939年，廢除乌讷恩素珠克图四盟十旗，置和通县及和硕设治局，库尔勒升县。同年12月改和通县为和靖县。1946年，和硕升县。
1950年4月12日成立焉耆专署。
1954年3月12日，成立了“巴音郭楞蒙古族自治区筹备委员会”。普选产生了自治区首届人民代表大会139名代表，其中蒙古族占49%强；维吾尔族占23%强；回族占16%强；其他汉、哈、藏、满、乌孜别克、俄罗斯族占10%强。6月13日召开自治区第一届人民代表大会第一次会议；1954年6月23日大会通过《关于成立“巴音郭楞蒙古自治区”的决定》，并提请政务院批准。1954年6月26日巴音郭楞蒙古自治区人民政府在首府焉耆成立，辖焉耆、和静、和硕三县。另成立库尔勒专署，辖库尔勒、轮台、尉犁、若羌、且末五县。
1955年2月，巴音郭楞蒙古自治区改为巴音郭楞蒙古自治州。
1960年11月12日，国务院《关于同意撤销库尔勒专区并将其所属库尔勒等5县并入巴音郭楞蒙古自治州给新疆维吾尔自治区人民委员会的批复》。1960年12月，库尔勒专署并入巴音郭楞蒙古自治州，州府由焉耆迁址库尔勒。
1966年3月29日 第三届全国人大常委会第29次会议批准《新疆维吾尔自治区巴音郭楞蒙古自治州人民代表大会和人民委员会组织条例》
1970年4月，设置博湖县。
1979年10月，成立縣級库尔勒市。1983年，将库尔勒县并入库尔勒市。
2009年6月2日新疆维吾尔自治区第十一届人大常委会第十一次会议通过“关于批准《巴音郭楞蒙古自治州制定自治条例和单行条例程序的规定》的决定”。
2012年12月29日，成立新疆直辖县级铁门关市，划归新疆生产建设兵团第二师管辖。

## 地理

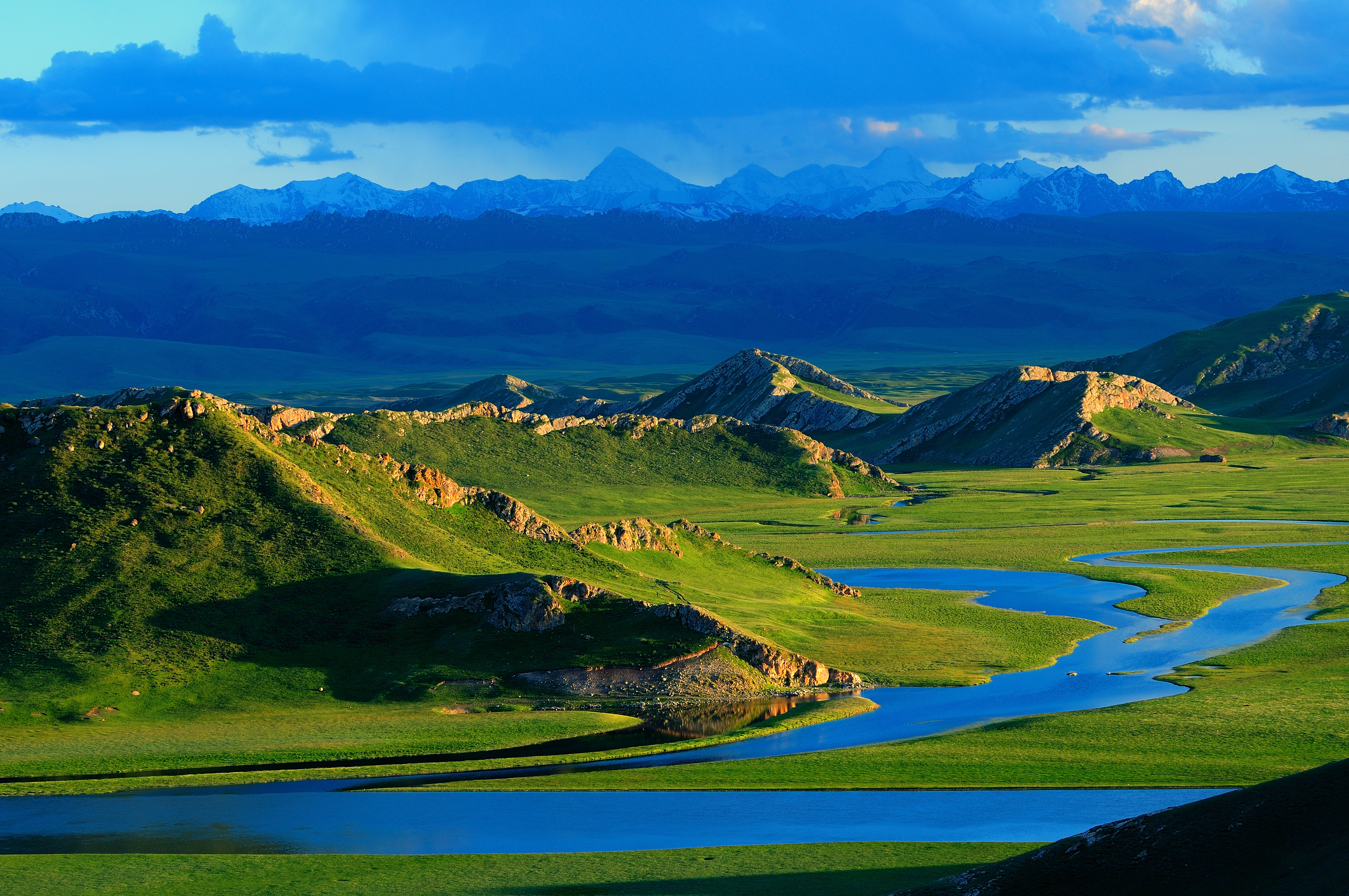
巴音布鲁克草原

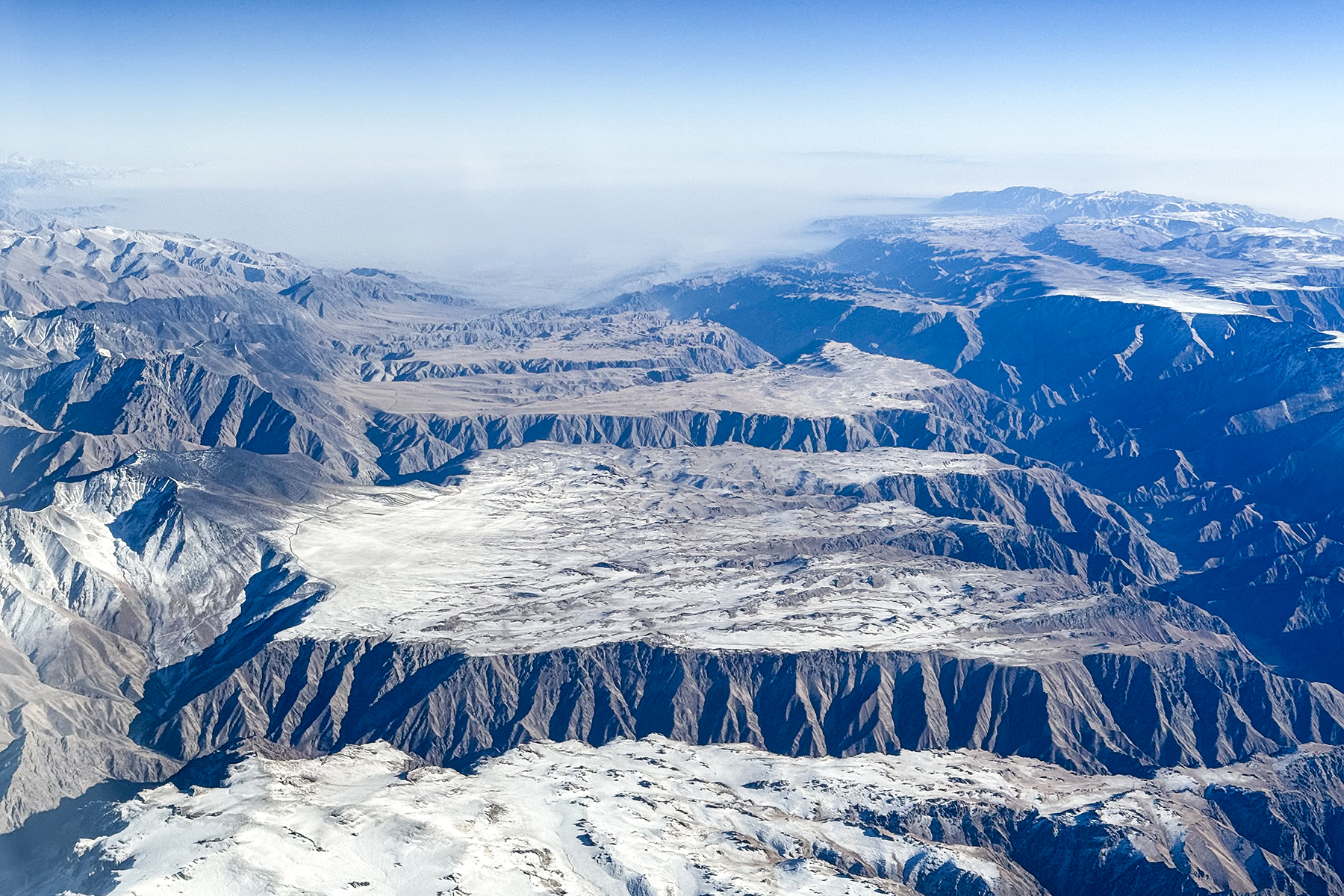
巴音布鲁克和焉耆盆地间开都河大峡谷左岸的额尔宾山（又称艾尔温根山）桌状山顶

巴州地貌分属天山、塔里木盆地和昆仑山三个地貌区，基本格局似一个大“U”字型。境内有高山、盆地、河流、湖泊、戈壁、沙漠和平原绿洲。天山横于准噶尔盆地和塔里木盆地之间，为亚州最大的山系之一，在州境内长约950公里，宽140-200公里之间，走向大致呈北西西向。山间盆地和纵向构造谷地，把整个山系分割成许多山脉和山块。主要有北部的天格尔山，阿拉沟山，霍拉山等。昆仑山位于塔里木盆地与藏北高原之间，自治州南部的昆仑山为东昆仑山，呈东北西南走向，一般高在4000-6000米之间，最高峰木孜塔格峰海拔7723米。东昆仑山北侧，且末以东为阿尔金山，是州境东南部塔里木盆地东端与青海省柴达木盆地之间的界山，由北向东延伸，山脉一般高度3000-5000米，气候干旱，为荒漠山地。积22.5万平方公里，占47.7%；平原面积24．65万平方公里，占52.3%；其中戈壁沙漠面积14.3万平方公里，占全州面积的30.3%。
全州境内共有大小湖泊69个，总面积2398平方公里。主要湖泊有博斯腾湖、羅布泊、台特玛湖、鲸鱼湖等。位于焉耆盆地东南部的博斯腾湖，东西长55公里，南北宽25公里，湖水高程1048米，水域面积1001平方公里，为全国最大的内陆淡水湖。全州共有大小河流53条，年径流量106亿立方米。按河流的发源地可分为天山水系和东昆仑山水系。天山水系的河流主要有开都河、黄水沟、清水河、迪那河、库尔楚河等，滋润着焉耆盆地、库尔勒、尉犁、轮台平原的大片土地；阿尔金山水系的河流主要有车尔臣河、喀拉米兰河、莫勒切河、米兰河、塔什赛依河、瓦石峡河等，孕育着若羌、且末两地的绿洲。
巴州属中温带和暖温带干旱半干旱气候。其主要特征是：干旱少雨、蒸发量大，日照长。由于全州地域辽阔，地形复杂，高山地区与平原地区，焉耆盆地的北四县与塔里木盆地的南五县（市）之间的气候又有较大差异。高山地区春秋相连，终年无夏，平原地区则四季分明。位于塔里木盆地边缘的库尔勒、轮台地区无霜期长达194-203天；位于塔里木盆地东南边缘的若羌地区无霜期长达181-185天；且末地区无霜期176天；位于焉耆盆地的北四县无霜期最短，为170天左右。
| 库尔勒市气象数据（1971年至2000年） | 库尔勒市气象数据（1971年至2000年） | 库尔勒市气象数据（1971年至2000年） | 库尔勒市气象数据（1971年至2000年） | 库尔勒市气象数据（1971年至2000年） | 库尔勒市气象数据（1971年至2000年） | 库尔勒市气象数据（1971年至2000年） | 库尔勒市气象数据（1971年至2000年） | 库尔勒市气象数据（1971年至2000年） | 库尔勒市气象数据（1971年至2000年） | 库尔勒市气象数据（1971年至2000年） | 库尔勒市气象数据（1971年至2000年） | 库尔勒市气象数据（1971年至2000年） | 库尔勒市气象数据（1971年至2000年） |
| 月份                               | 1月                                | 2月                                | 3月                                | 4月                                | 5月                                | 6月                                | 7月                                | 8月                                | 9月                                | 10月                               | 11月                               | 12月                               | 全年                               |
| ---------------------------------- | ---------------------------------- | ---------------------------------- | ---------------------------------- | ---------------------------------- | ---------------------------------- | ---------------------------------- | ---------------------------------- | ---------------------------------- | ---------------------------------- | ---------------------------------- | ---------------------------------- | ---------------------------------- | ---------------------------------- |
| 历史最高温 °C（°F）                | 8.5 (47.3)                         | 14.0 (57.2)                        | 24.9 (76.8)                        | 34.6 (94.3)                        | 36.3 (97.3)                        | 38.2 (100.8)                       | 40.0 (104.0)                       | 40.0 (104.0)                       | 36.2 (97.2)                        | 29.8 (85.6)                        | 20.1 (68.2)                        | 9.8 (49.6)                         | 40.0 (104.0)                       |
| 平均高温 °C（°F）                  | −1.5 (29.3)                        | 4.8 (40.6)                         | 13.3 (55.9)                        | 22.2 (72.0)                        | 27.6 (81.7)                        | 30.9 (87.6)                        | 32.8 (91.0)                        | 32.0 (89.6)                        | 27.0 (80.6)                        | 19.1 (66.4)                        | 8.8 (47.8)                         | 0.3 (32.5)                         | 18.1 (64.6)                        |
| 日均气温 °C（°F）                  | −7.0 (19.4)                        | −1.3 (29.7)                        | 7.1 (44.8)                         | 15.5 (59.9)                        | 21.0 (69.8)                        | 24.6 (76.3)                        | 26.4 (79.5)                        | 25.4 (77.7)                        | 19.9 (67.8)                        | 11.3 (52.3)                        | 2.2 (36.0)                         | −5.2 (22.6)                        | 11.7 (53.1)                        |
| 平均低温 °C（°F）                  | −11.8 (10.8)                       | −6.8 (19.8)                        | 1.0 (33.8)                         | 8.7 (47.7)                         | 14.4 (57.9)                        | 17.9 (64.2)                        | 19.8 (67.6)                        | 18.8 (65.8)                        | 13.2 (55.8)                        | 4.9 (40.8)                         | −2.9 (26.8)                        | −9.6 (14.7)                        | 5.6 (42.1)                         |
| 历史最低温 °C（°F）                | −25.3 (−13.5)                      | −20.7 (−5.3)                       | −10.4 (13.3)                       | −3 (27)                            | 1.6 (34.9)                         | 6.2 (43.2)                         | 10.6 (51.1)                        | 7.9 (46.2)                         | 1.9 (35.4)                         | −4.4 (24.1)                        | −16.6 (2.1)                        | −24.4 (−11.9)                      | −25.3 (−13.5)                      |
| 平均降水量 mm（）                  | 2.0 (0.08)                         | 1.5 (0.06)                         | 1.2 (0.05)                         | 2.0 (0.08)                         | 6.7 (0.26)                         | 9.9 (0.39)                         | 12.4 (0.49)                        | 8.6 (0.34)                         | 7.0 (0.28)                         | 4.1 (0.16)                         | 0.6 (0.02)                         | 1.4 (0.06)                         | 57.4 (2.27)                        |
| 平均降水天数（≥ 0.1 mm）           | 2.6                                | 1.0                                | 0.8                                | 1.4                                | 2.6                                | 5.2                                | 5.8                                | 5.3                                | 2.7                                | 1.3                                | 0.6                                | 1.7                                | 31                                 |
| 来源：中国天气网                   |                                    |                                    |                                    |                                    |                                    |                                    |                                    |                                    |                                    |                                    |                                    |                                    |                                    |

## 资源
巴州自然资源呈现多样性，动植物资源丰富。有野生动物73种，占全疆野生动物种数 的56％；巴州分布的名贵野生动物有野骆驼、大天鹅、普氏原羚、塔里木兔、马鹿、罗布泊盘羊、白尾地鸦、新疆大头鱼等：有野生植物2200多种，经济价值较高的野生植物有罗布麻、芦苇、甘草、紫草、羌活、麻黄、香蒲等20余种。矿产资源丰富， 巴州已发现74种矿产，矿产地681处。拥有全国三大气田之一的塔里木天然气田。石油、天然气、钾盐矿、钨锡矿、铜矿、铅锌矿、铁矿、菱镁矿、蛭石、石棉、红柱石、花岗岩、玉石等是巴州优势矿产，其中蛭石、红柱石、钾盐储量为全国之冠。

## 政治

### 现任领导
| 机构     | · 中国共产党 · 巴音郭楞蒙古自治州委员会 | 巴音郭楞蒙古自治州人民代表大会 常务委员会 | 巴音郭楞蒙古自治州 人民政府 | · 中国人民政治协商会议 · 巴音郭楞蒙古自治州委员会 |
| 职务     | 书记                                    | 主任                                      | 州长                        | 主席                                              |
| -------- | --------------------------------------- | ----------------------------------------- | --------------------------- | ------------------------------------------------- |
| 姓名     | 任广鹏                                  | 普尔巴·图格杰加甫                         | 阿西克特（女）              | 吾买尔江·吾布力                                   |
| 民族     | 汉族                                    | 蒙古族                                    | 蒙古族                      | 维吾尔族                                          |
| 籍贯     | 山东省郓城县                            | 新疆维吾尔自治区和布克赛尔蒙古自治县      | 新疆维吾尔自治区博乐市      | 新疆维吾尔自治区喀什市                            |
| 出生日期 | 1971年4月（54歲）                       | 1962年12月（62歲）                        | 1970年8月（54—55歲）        | 1965年6月（60歲）                                 |
| 就任日期 | 2021年1月                               | 2022年1月                                 | 2024年10月                  | 2022年1月                                         |

### 行政区划
巴音郭楞州下辖1个县级市、7个县、1个自治县。
- 县级市：库尔勒市
- 县：轮台县、尉犁县、若羌县、且末县、和静县、和硕县、博湖县
- 自治县：焉耆回族自治县
- 县级派出机构：罗布泊地区管理委员会（与罗布泊镇人民政府“一个机构两块牌子”）

## 人口
2022年末，全州常住人口（不含铁门关市）149.85万人，其中：城镇常住人口87.79万人。城镇化率为58.59%，比上年末提高0.8个百分点。全年出生人口0.86万人，出生率5.72‰；死亡人口0.8万人，死亡率为5.32‰；自然增长率为0.4‰。
根据2020年第七次全国人口普查，全州常住人口为1,509,233人。同第六次全国人口普查的1,278,486人相比，十年共增加了230,747人，增长18.05%，年平均增长率为1.67%。其中，男性人口为793,832人，占总人口的52.6%；女性人口为715,401人，占总人口的47.4%。总人口性别比（以女性为100）为110.96。0－14岁的人口为288,023人，占总人口的19.08%；15－59岁的人口为1,043,973人，占总人口的69.17%；60岁及以上的人口为177,237人，占总人口的11.74%，其中65岁及以上的人口为119,908人，占总人口的7.94%。居住在城镇的人口为861,459人，占总人口的57.08%；居住在乡村的人口为647,774人，占总人口的42.92%。

### 民族
常住人口中，汉族人口757983人，占总人口的59.29%，各少数民族人口520503人，占总人口的40.71%。

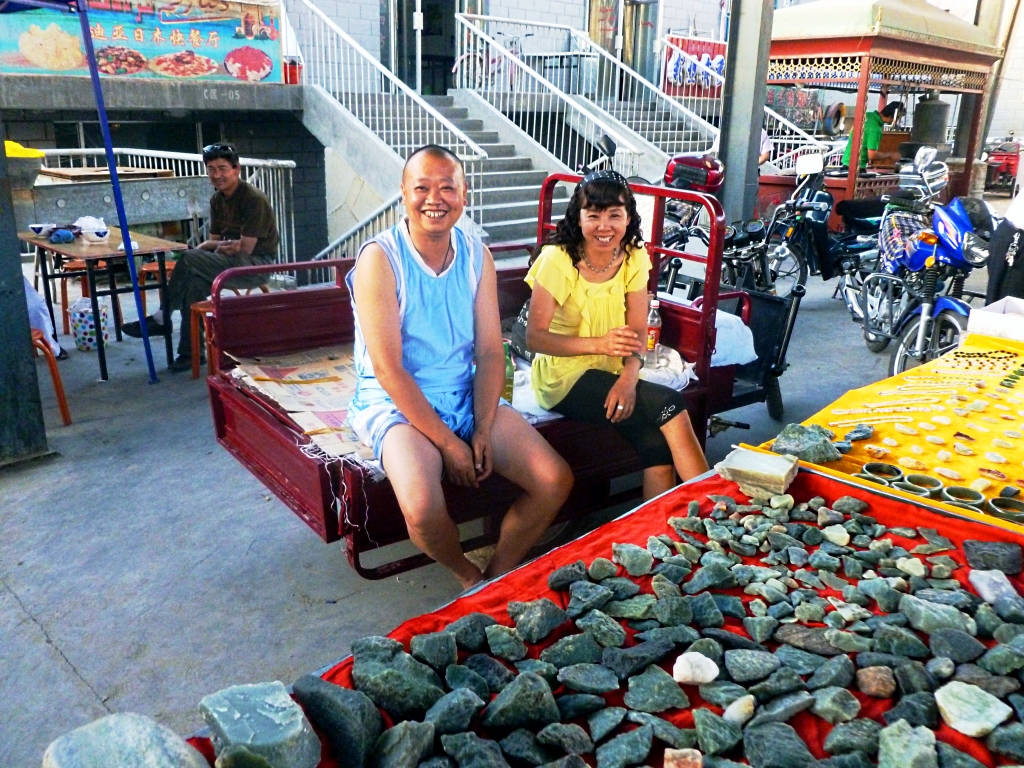
玉石市場

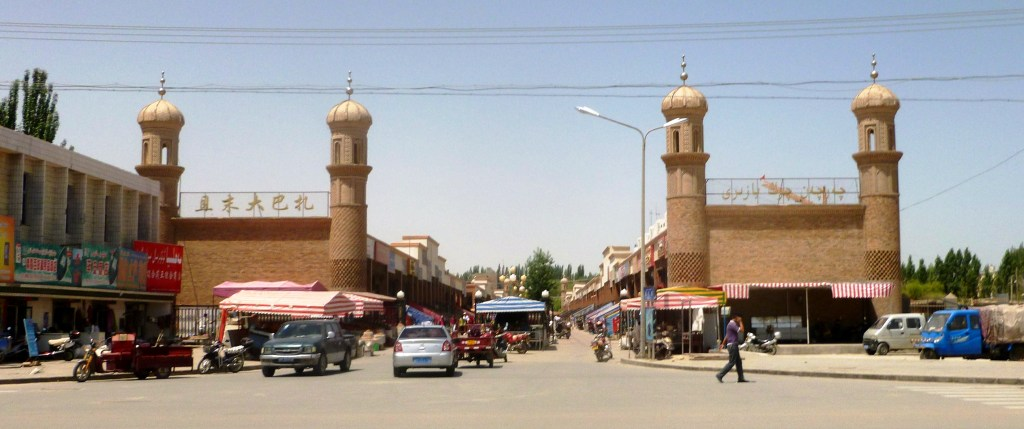
商業街

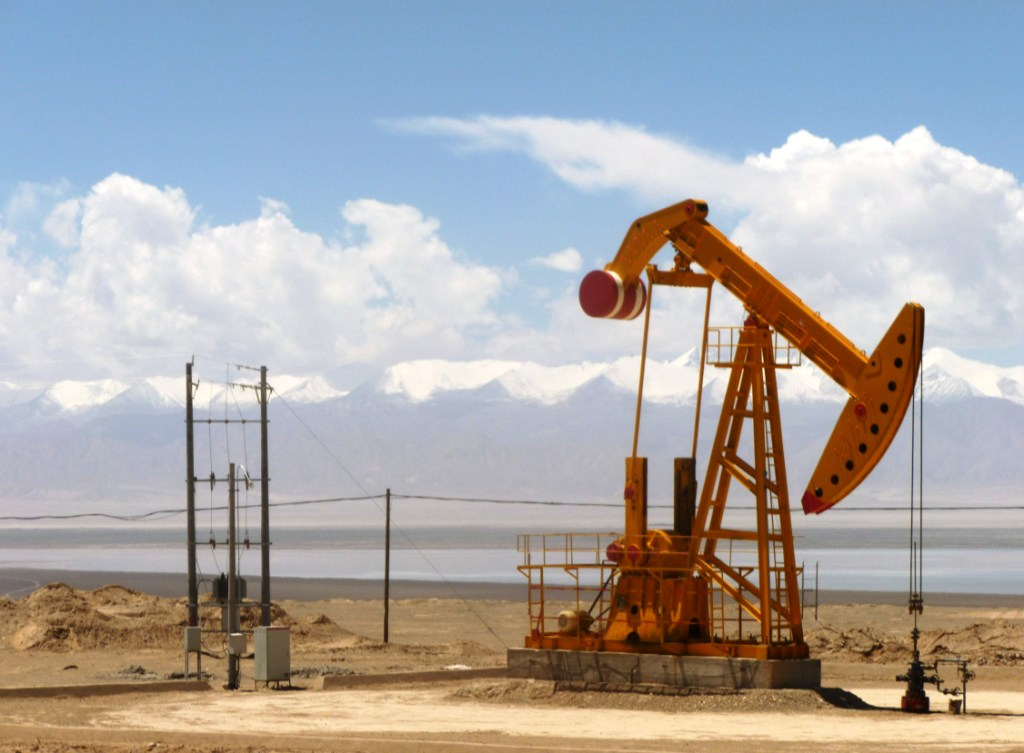
油田

| 民族名称                | 汉族   | 维吾尔族 | 回族  | 蒙古族 | 土家族 | 苗族 | 东乡族 | 哈萨克族 | 满族 | 藏族 | 其他民族 |
| ----------------------- | ------ | -------- | ----- | ------ | ------ | ---- | ------ | -------- | ---- | ---- | -------- |
| 人口数                  | 757983 | 406942   | 60451 | 43484  | 2336   | 1362 | 1148   | 1091     | 888  | 547  | 2254     |
| 占总人口比例（%）       | 59.29  | 31.83    | 4.73  | 3.40   | 0.18   | 0.11 | 0.09   | 0.09     | 0.07 | 0.04 | 0.18     |
| 占少数民族人口比例（%） | ---    | 78.18    | 11.61 | 8.35   | 0.45   | 0.26 | 0.22   | 0.21     | 0.17 | 0.11 | 0.43     |

## 全国重点文物保护单位
- 楼兰故城遗址
- 孔雀河烽燧群
- 罗布泊南古城遗址
- 米兰遗址
- 七个星佛寺遗址
- 察吾乎古墓群
- 扎滚鲁克古墓群
- 楼兰墓群
- 营盘古城及古墓群
- 兰城遗址
- 小河墓地
- 巴仑台黄庙古建筑群
- 满汗王府
- 红山核武器试爆指挥中心旧址